# Срђан Живковић
Срђан Живковић Сиђа (Прокупље, 1963) српски је уметник и аутор великог броја књига различитих жанровских опредељења. Поезија, стваралаштво за децу, антологије, драматургија, режија, музика, препеви руских шансона, кантауторство, неки су од многобројних уметничких израза овог ствараоца. Уредник је часописа за дечје стваралаштво "Табла". Члан је Удружења драмских писаца Србије.
Бави се и глумом.

## Награде
- „Повеља Краљевског књижевног клуба Карађорђевић“ (за песму Знао сам да ћете доћи)1992.
- „Микина чаша“ (НКЦ - Сићевачка колонија) 2006.
- „Раде Томић“ (за циклус песама Атоски дијалози) 2010.
- „Најбоља књига топличког писца“ (за књигу Док сам још дете) 2010.
- „Миливојев шешир“ (Пожаревац) 2011.
- Награда радио Београда за оригиналну радио драму 2018.

## Филмографија
| Год.    | Назив           | Улога             |
| ------- | --------------- | ----------------- |
| 2010-те |                 |                   |
| 2018.   | Ургентни центар | Милан Ћирић       |
| 2021.   | Ургентни центар | дежурни бескућник |

## Дела
- Било једном у бајкама, 1995, драмски текст за децу
- И убити је уметност, 1997, поезија
- Тражећи светлост, 2000, поезија
- Хип хоп шајкача, 2005, драмски текст за децу
- Побуна васпитних мера, 2006, драмски текст за децу
- Принц Станислав четрдесет седми, 2006, драмски текст за децу
- Топличке маштарије, 2007, антологија топличког стваралаштва за децу
- Док сам још дете, 2009, песме за децу
- Испод брда смехотреса, 2012, песме за децу
- Акордник, 2014, приручник о начинима хватања акорда
- Кад порастем бићу..., 2018 серијал сликовница
- Таблини песникци, 2018 приређивач Зборника
- Додир Бранковог света, 2020.